# Aldobolyi Nagy György
Aldobolyi Nagy György (Szeged, 1939. március 1. –)  Erkel Ferenc-díjas magyar zeneszerző, dalszövegíró.

## Életpályája
1962-ben szerzett diplomát a Zeneakadémia klarinét tanszakán. 1964-ig volt a tagja előbb a Magyar Rádió és Televízió Szimfonikus Zenekarának, később pedig a Budapesti MÁV Szimfonikusoknak. Tanítással is foglalkozott 1968-ig, később szabadfoglalkozású zeneszerzőként működött. 1986-tól 1989-ig a kecskeméti Katona József Színház, 1988-tól 2001-ig pedig az egri Gárdonyi Géza Színház zenei vezetőjeként dolgozott. Művei musicalek, zenés vígjátékok, színpadi kísérőzenék, táncdalok, sanzonok, emellett dalszövegek írásával és rendezéssel is foglalkozik.

## Díjai, elismerései
- A Magyar Köztársasági Érdemrend tisztikeresztje (2009)
- Erkel Ferenc-díj (2013)

## Filmes munkái
- Ennyiből ennyi (Erdély, 1990) (színes magyar filmdráma, 2000) zeneszerző
- Charley nénje (színes magyar tévéjáték, 1986) zene
- Házasság szabadnappal (színes magyar film, 1984) zene
- Vőlegény (szín., magyar filmdráma, 1982) zeneszerző
- A Pogány Madonna (színes magyar akció-vígjáték, 1980) zene
- Hogyan felejtsük el életünk legnagyobb szerelmét? (színes magyar játékfilm, 1979) zene
- Bolondok bálja (színes magyar tévéjáték, 1978) zeneszerző
- Keménykalap és krumpliorr (színes magyar ifjúsági kalandfilm, 1978) zeneszerző
- Mire a levelek lehullanak (fekete-fehér magyar tévéfilm, 1978) zeneszerző
- Keménykalap és krumpliorr (színes magyar ifjúsági kalandfilm sorozat, 1974) zeneszerző, operatőr
- Hét tonna dollár (színes magyar vígjáték, 1973) zene

## Fontosabb színházi munkái
- Liliomfi
- Tűz és kereszt
- Charley nénje (Brandon Thomas)
- Roncsderby (Péreli G.– G. Dénes Gy.)
- Svejk a hátországban
- Az éjféli lovas
- Pincebuli
- Kutyakomédia
- Az aranyember

## Kötetei
- Súgó nélkül. Versek; Kairosz, Bp., 2003